# Trippin' on a Hole in a Paper Heart
Trippin' on a Hole in a Paper Heart —en español: ‘Tropezar con un agujero en un corazón de papel’— es una canción de la banda estadounidense de rock alternativo Stone Temple Pilots presente en el tercer álbum de dicha banda, Tiny Music... Songs from the Vatican Gift Shop, editado en 1996. Debido al debate en su día a cerca del significado de la letra de la canción, el cantante y autor de la letra, Scott Weiland, admitió que trataba "una mala experiencia con LSD". La canción fue nominada en 1997 como Mejor Interpretación de Hard Rock a los premios Grammy. El comienzo del estribillo de la canción se parece mucho al del tema Dancing Days de Led Zeppelin, canción que había sido versionada por los Stone Temple Pilots en 1995, en su álbum tributo Encomium. El video musical está dirigido por Bernardo Santini. Trippin' on a Hole in a Paper Heart' aparece en los videojuegos musicales Guitar Hero II (como cover) y Guitar Hero: Smash Hits.

## Lista de canciones
| Sencillo en CD |                                       |          |  |
| N.º            | Título                                | Duración |  |
| 1.             | «Trippin' on a Hole in a Paper Heart» | 2:54     |  |
| 2.             | «Pop's Love Suicide»                  | 3:40     |  |
| 3.             | «Ride the Cliché»                     | 3:15     |  |

## Posicionamiento en listas
| País           | Lista (1996)              | Mejor posición |
| -------------- | ------------------------- | -------------- |
| Estados Unidos | Billboard Hot 100 Airplay | 36             |
| Estados Unidos | Modern Rock Tracks        | 3              |
| Estados Unidos | Mainstream Rock Tracks    | 1              |

### Sucesión en listas
| Anterior: «Until It Sleeps» de Metallica | Mainstream Rock Tracks — Sencillo Nro 1 27 de julio de 1996 — 2 de agosto de 1996 10 de agosto de 1996 — 24 de agosto de 1996 | Siguiente: «Until It Sleeps» de Metallica «Burden in My Hand» de Soundgarden |